# Championnats du monde d'athlétisme en salle 2003, résultats détaillés
Résultats détaillés des Championnats du monde d'athlétisme en salle 2003 de Birmingham.
| Courses : 60 m - 200 m - 400 m - 800 m - 1 500 m - 3 000 m Obstacles : 60 m haies Relais : Relais 4 × 400 m Sauts : Hauteur - Longueur - Triple saut - Perche Lancers : - Poids Épreuves combinées : Heptathlon/Pentathlon Légende |

## Résultats

### 60 m
| Rang | Pays                       | Athlète            | Temps       |
| ---- | -------------------------- | ------------------ | ----------- |
| 1    | États-Unis                 | Justin Gatlin      | 6 s 46      |
| 2    | Saint-Christophe-et-Niévès | Kim Collins        | 6 s 53 (NR) |
| 3    | Royaume-Uni                | Jason Gardener     | 6 s 55      |
| 4    | Royaume-Uni                | Mark Lewis-Francis | 6 s 57      |
| 5    | Hongrie                    | Gábor Dobos        | 6 s 64      |
| 6    | France                     | Jérôme Éyana       | 6 s 64 (PB) |
| 7    | Finlande                   | Markus Pöyhönen    | 6 s 65      |
| 8    | Nigeria                    | Deji Aliu          | 6 s 72      |

| Rang | Pays        | Athlète           | Temps                  |
| ---- | ----------- | ----------------- | ---------------------- |
| 1    | États-Unis  | Angela Williams   | 7 s 16 (SB)            |
| 2    | États-Unis  | Torri Edwards     | 7 s 17 (PB)            |
| 3    | Slovénie    | Merlene Ottey     | 7 s 20                 |
| 4    | Autriche    | Karin Mayr-Krifka | 7 s 23                 |
| 5    | Russie      | Marina Kislova    | 7 s 26                 |
| 6    | Royaume-Uni | Joice Maduaka     | 7 s 34                 |
|      | Bahamas     | Savatheda Fynes   | DNS                    |
|      | Ukraine     | Zhanna Block      | DQ pour dopage en 2011 |

### 200 m
| Rang | Pays        | Athlète           | Temps   |
| ---- | ----------- | ----------------- | ------- |
| 1    | Royaume-Uni | Marlon Devonish   | 20 s 62 |
| 2    | Cameroun    | Joseph Batangdon  | 20 s 76 |
| 3    | Bahamas     | Dominic Demeritte | 20 s 92 |
| 4    | Slovénie    | Matic Osovnikar   | 21 s 17 |
| 5    | Italie      | Marco Torrieri    | 21 s 68 |
|      | Royaume-Uni | Allyn Condon      | DQ      |

| Rang | Pays         | Athlète                  | Temps        |
| ---- | ------------ | ------------------------ | ------------ |
| 1    | France       | Muriel Hurtis            | 22 s 54      |
| 2    | Russie       | Anastasiya Kapachinskaya | 22 s 80      |
| 3    | Jamaïque     | Juliet Campbell          | 22 s 81 (SB) |
| 4    | Îles Caïmans | Cydonie Mothersill       | 23 s 18      |
| 5    | Biélorussie  | Natallia Safronnikava    | 23 s 61      |
|      | États-Unis   | Michelle Collins         | DQ           |

- Michelle Collins avait remportée la course devant Muriel Hurtis mais fut disqualifiée pour dopage.

### 400 m
| Rang | Pays        | Athlète          | Temps        |
| ---- | ----------- | ---------------- | ------------ |
| 1    | États-Unis  | Tyree Washington | 45 s 34 (WL) |
| 2    | Royaume-Uni | Daniel Caines    | 45 s 43 (PB) |
| 3    | Irlande     | Paul McKee       | 45 s 99 (NR) |
| 3    | Royaume-Uni | Jamie Baulch     | 45 s 99 (SB) |
| 5    | Irlande     | David McCarthy   | 46 s 61 (PB) |
| 6    | Australie   | Daniel Batman    | 46 s 67      |

| Rang | Pays        | Athlète           | Temps        |
| ---- | ----------- | ----------------- | ------------ |
| 1    | Russie      | Natalya Nazarova  | 50 s 83      |
| 2    | Bahamas     | Christine Amertil | 51 s 11 (NR) |
| 3    | Allemagne   | Grit Breuer       | 51 s 13 (SB) |
| 4    | Royaume-Uni | Catherine Murphy  | 51 s 99      |
| 5    | États-Unis  | Monique Hennagan  | 52 s 08      |
| 6    | Biélorussie | Sviatlana Usovich | 52 s 72      |

### 800 m
| Rang | Pays       | Athlète              | Temps              |
| ---- | ---------- | -------------------- | ------------------ |
| 1    | États-Unis | David Krummenacker   | 1 min 45 s 69 (PB) |
| 2    | Danemark   | Wilson Kipketer      | 1 min 45 s 87      |
| 3    | Kenya      | Wilfred Bungei       | 1 min 46 s 54      |
| 4    | Espagne    | Antonio Manuel Reina | 1 min 46 s 58 (SB) |
| 5    | Pays-Bas   | Bram Som             | 1 min 47 s 00      |
| 6    | Pays-Bas   | Arnoud Okken         | 1 min 48 s 71      |

| Rang | Pays        | Athlète             | Temps              |
| ---- | ----------- | ------------------- | ------------------ |
| 1    | Mozambique  | Maria Mutola        | 1 min 58 s 94      |
| 2    | Autriche    | Stephanie Graf      | 1 min 59 s 39 (SB) |
| 3    | Espagne     | Mayte Martínez      | 1 min 59 s 53 (NR) |
| 4    | Slovénie    | Jolanda Ceplak      | 1 min 59 s 54 (SB) |
| 5    | Royaume-Uni | Joanne Fenn         | 1 min 59 s 95      |
|      | Russie      | Yekaterina Puzanova | DQ                 |

### 1 500 m
| Rang | Pays    | Athlète             | Temps         |
| ---- | ------- | ------------------- | ------------- |
| 1    | France  | Driss Maazouzi      | 3 min 42 s 59 |
| 2    | Kenya   | Bernard Lagat       | 3 min 42 s 62 |
| 3    | Maroc   | Abdelkader Hachlaf  | 3 min 42 s 71 |
| 4    | Kenya   | Cornelius Chirchir  | 3 min 43 s 03 |
| 5    | Ukraine | Ivan Heshko         | 3 min 44 s 56 |
| 6    | Irlande | James Nolan         | 3 min 44 s 67 |
| 7    | Russie  | Andrey Zadorozhniy  | 3 min 44 s 80 |
| 8    | Espagne | Juan Carlos Higuero | 3 min 44 s 81 |

| Rang | Pays        | Athlète              | Temps              |
| ---- | ----------- | -------------------- | ------------------ |
| 1    | États-Unis  | Regina Jacobs        | 4 min 01 s 67 (CR) |
| 2    | Royaume-Uni | Kelly Holmes         | 4 min 02 s 66 (NR) |
| 3    | Russie      | Yekaterina Rozenberg | 4 min 02 s 80      |
| 4    | Russie      | Natalya Gorelova     | 4 min 06 s 18      |
| 5    | Ukraine     | Iryna Lishchynska    | 4 min 07 s 19 (PB) |
| 6    | Roumanie    | Elena Iagar          | 4 min 07 s 44 (SB) |
| 7    | Biélorussie | Alesia Turava        | 4 min 08 s 20      |
| 8    | Maroc       | Hasna Benhassi       | 4 min 09 s 03      |

### 3 000 m
| Rang | Pays        | Athlète             | Temps              |
| ---- | ----------- | ------------------- | ------------------ |
| 1    | Éthiopie    | Haile Gebrselassie  | 7 min 40 s 97      |
| 2    | Espagne     | Alberto García      | 7 min 42 s 08      |
| 3    | Kenya       | Luke Kipkosgei      | 7 min 42 s 56      |
| 4    | Espagne     | Jesús España        | 7 min 42 s 70 (PB) |
| 5    | Éthiopie    | Abiyote Abate       | 7 min 43 s 21      |
| 6    | Pays-Bas    | Gert-Jan Liefers    | 7 min 44 s 34 (NR) |
| 7    | Kenya       | Mushir Salim Jawher | 7 min 44 s 83 (SB) |
| 8    | Royaume-Uni | John Mayock         | 7 min 45 s 32 (SB) |

| Rang | Pays      | Athlète                     | Temps              |
| ---- | --------- | --------------------------- | ------------------ |
| 1    | Éthiopie  | Berhane Adere               | 8 min 40 s 25      |
| 2    | Espagne   | Marta Domínguez             | 8 min 42 s 17      |
| 3    | Éthiopie  | Meseret Defar               | 8 min 42 s 58 (PB) |
| 4    | Maroc     | Zahra Ouaziz                | 8 min 49 s 50      |
| 5    | Maroc     | Zhor El Kamch               | 8 min 49 s 55      |
| 6    | Russie    | Galina Bogomolova           | 8 min 50 s 62 (PB) |
| 7    | Australie | Benita Johnson              | 8 min 51 s 62 (SB) |
| 8    | Roumanie  | Maria Cristina Grosu-Mazilu | 8 min 58 s 65      |

### 60 m haies
| Rang | Pays           | Athlète            | Temps       |
| ---- | -------------- | ------------------ | ----------- |
| 1    | États-Unis     | Allen Johnson      | 7 s 47      |
| 2    | Cuba           | Anier García       | 7 s 49      |
| 3    | Chine          | Liu Xiang          | 7 s 52      |
| 4    | France         | Ladji Doucouré     | 7 s 58 (PB) |
| 5    | Royaume-Uni    | Colin Jackson      | 7 s 61      |
| 6    | Lettonie       | Stanislavs Olijars | 7 s 62      |
| 7    | Suède          | Robert Kronberg    | 7 s 67      |
| 8    | Afrique du Sud | Shaun Bownes       | 7 s 67      |

| Rang | Pays       | Athlète                 | Temps       |
| ---- | ---------- | ----------------------- | ----------- |
| 1    | États-Unis | Gail Devers             | 7 s 81      |
| 2    | Espagne    | Glory Alozie            | 7 s 90      |
| 3    | États-Unis | Melissa Morrison-Howard | 7 s 92      |
| 4    | Jamaïque   | Lacena Golding-Clarke   | 7 s 92 (SB) |
| 5    | France     | Linda Ferga-Khodadin    | 7 s 95      |
| 6    | Jamaïque   | Brigitte Foster-Hylton  | 7 s 96 (PB) |
| 7    | Suède      | Susanna Kallur          | 7 s 97      |
| 8    | France     | Patricia Girard         | 8 s 02      |

### 4 × 400 m relais
| Rang | Pays        | Athlètes                                                                 | Temps              |
| ---- | ----------- | ------------------------------------------------------------------------ | ------------------ |
| 1    | Jamaïque    | Leroy Colquhoun Danny McFarlane Michael Blackwood Davian Clarke          | 3 min 04 s 21 (NR) |
| 2    | Royaume-Uni | Jamie Baulch Timothy Benjamin Cori Henry Daniel Caines                   | 3 min 06 s 12 (SB) |
| 3    | Pologne     | Rafal Wieruszewski Grzegorz Zajaczkowski Marcin Marciniszyn Marek Plawgo | 3 min 06 s 61 (SB) |
|      | États-Unis  | James Davis Jerome Young Milton Campbell Tyree Washington                | DQ                 |
|      | Russie      | Oleg Mishukov Aleksandr Usov Andrey Rudnitskiy Dmitriy Bogdanov          | DQ                 |

| Rang | Pays        | Athlètes                                                                           | Performance        |
| ---- | ----------- | ---------------------------------------------------------------------------------- | ------------------ |
| 1    | Russie      | Natalya Antyukh Yuliya Pechonkina Olesya Zykina Natalya Nazarova                   | 3 min 28 s 45 (WL) |
| 2    | Jamaïque    | Ronetta Smith Catherine Scott Sheryl Morgan Sandie Richards                        | 3 min 31 s 23      |
| 3    | États-Unis  | Monique Hennagan Meghan Addy Brenda Taylor Mary Danner                             | 3 min 31 s 69      |
| 4    | Royaume-Uni | Jennifer Meadows Danielle Halsall Amy Spencer Catherine Murphy                     | 3 min 32 s 18 (NR) |
| 5    | Ukraine     | Antonina Yefremova Tetyana Debela Nataliya Zhuravlyova-Vdovychenko Nataliya Makukh | 3 min 36 s 18      |

### Saut en hauteur
| Rang | Pays                 | Athlète            | Hauteur     |
| ---- | -------------------- | ------------------ | ----------- |
| 1    | Suède                | Stefan Holm        | 2,35 m      |
| 2    | Russie               | Yaroslav Rybakov   | 2,33 m      |
| 3    | Biélorussie          | Henadz Maroz       | 2,30 m (PB) |
| 4    | Serbie-et-Monténégro | Dragutin Topic     | 2,30 m      |
| 5    | Canada               | Mark Boswell       | 2,25 m      |
| 6    | Tchéquie             | Tomáš Janku        | 2,25 m      |
| 7    | Suède                | Staffan Strand     | 2,25 m      |
| 8    | Ukraine              | Andriy Sokolovskyy | 2,25 m      |

| Rang | Pays       | Athlète            | Hauteur     |
| ---- | ---------- | ------------------ | ----------- |
| 1    | Suède      | Kajsa Bergqvist    | 2,01 m      |
| 2    | Russie     | Yelena Yelesina    | 1,99 m      |
| 3    | Russie     | Anna Chicherova    | 1,99 m      |
| 4    | Croatie    | Blanka Vlašić      | 1,96 m      |
| 5    | Ukraine    | Iryna Mykhalchenko | 1,96 m      |
| 5    | Espagne    | Ruth Beitia        | 1,96 m (NR) |
| 7    | États-Unis | Tisha Waller       | 1,96 m      |
| 8    | Ukraine    | Inha Babakova      | 1,92 m      |

### Saut en longueur
| Rang | Pays       | Athlète           | Longueur    |
| ---- | ---------- | ----------------- | ----------- |
| 1    | États-Unis | Dwight Phillips   | 8,29 m (PB) |
| 2    | Espagne    | Yago Lamela       | 8,28 m      |
| 3    | États-Unis | Miguel Pate       | 8,21 m      |
| 4    | Cuba       | Luis Felipe Méliz | 8,01 m (SB) |
| 5    | Ukraine    | Volodymyr Zyuskov | 8,00 m      |
| 6    | Bulgarie   | Petar Dachev      | 7,79 m      |
| 7    | France     | Salim Sdiri       | 7,63 m      |
| 8    | Roumanie   | Bogdan Tarus      | DQ          |

| Rang | Pays    | Athlète            | Longueur    |
| ---- | ------- | ------------------ | ----------- |
| 1    | Russie  | Tatyana Kotova     | 6,84 m (WL) |
| 2    | Ukraine | Inessa Kravets     | 6,72 m      |
| 3    | Brésil  | Maurren Higa Maggi | 6,70 m (AR) |
| 4    | Russie  | Olga Rublyova      | 6,68 m      |
| 5    | Grèce   | Níki Xánthou       | 6,47 m      |
| 6    | Grèce   | Stilianí Pilátou   | 6,47 m      |
| 7    | Inde    | Anju Bobby George  | 6,40 m      |
| 8    | Hongrie | Tünde Vaszi        | 6,39 m      |

### Saut à la perche
| Rang | Pays       | Athlète            | Hauteur     |
| ---- | ---------- | ------------------ | ----------- |
| 1    | Allemagne  | Tim Lobinger       | 5,80 m      |
| 2    | Allemagne  | Michael Stolle     | 5,75 m (SB) |
| 3    | Pays-Bas   | Rens Blom          | 5,75 m (NR) |
| 4    | Russie     | Vasiliy Gorshkov   | 5,70 m      |
| 5    | États-Unis | Derek Miles        | 5,70 m      |
| 6    | Australie  | Viktor Chistiakov  | 5,60 m (AR) |
| 7    | France     | Romain Mesnil      | 5,60 m      |
| 8    | Italie     | Giuseppe Gibilisco | 5,40 m      |

| Rang | Pays       | Athlète            | Hauteur     |
| ---- | ---------- | ------------------ | ----------- |
| 1    | Russie     | Svetlana Feofanova | 4,80 m (WR) |
| 2    | Russie     | Yelena Isinbayeva  | 4,60 m      |
| 3    | Pologne    | Monika Pyrek       | 4,45 m      |
| 4    | États-Unis | Kellie Suttle      | 4,45 m (SB) |
| 5    | Allemagne  | Annika Becker      | 4,45 m      |
| 6    | Bulgarie   | Tanya Stefanova    | 4,35 m      |
| 6    | Pologne    | Anna Rogowska      | 4,35 m      |
|      | France     | Vanessa Boslak     | NM          |

### Triple saut
| Rang | Pays        | Athlète              | Longueur     |
| ---- | ----------- | -------------------- | ------------ |
| 1    | Suède       | Christian Olsson     | 17.70 m (WL) |
| 2    | États-Unis  | Walter Davis         | 17,35 m (PB) |
| 3    | Cuba        | Yoelbi Quesada       | 17,27 m (SB) |
| 4    | Royaume-Uni | Jonathan Edwards     | 17,19 m      |
| 5    | États-Unis  | Timothy Rusan        | 16,88 m      |
| 6    | Brésil      | Jadel Gregório       | 16,86 m      |
| 7    | Biélorussie | Aleksandr Glavatskiy | 16,66 m      |
| 8    | Roumanie    | Marian Oprea         | 16,59 m      |

| Rang | Pays        | Athlète                | Longueur     |
| ---- | ----------- | ---------------------- | ------------ |
| 1    | Royaume-Uni | Ashia Hansen           | 15,01 m (WL) |
| 2    | Cameroun    | Françoise Mbango Etone | 14,88 m (AR) |
| 3    | Sénégal     | Kene Ndoye             | 14,72 m (NR) |
| 4    | Russie      | Anna Pyatykh           | 14,35 m      |
| 5    | Italie      | Magdelín Martínez      | 14,32 m      |
| 6    | Espagne     | Carlota Castrejana     | 14,32 m (RN) |
| 7    | Algérie     | Baya Rahouli           | 14,31 m (RN) |
| 8    | Roumanie    | Adelina Gavrila        | 13,92 m      |

### Lancer du poids
| Rang | Pays       | Athlète          | Distance     |
| ---- | ---------- | ---------------- | ------------ |
| 1    | Espagne    | Manuel Martínez  | 21,24 m (SB) |
| 2    | États-Unis | John Godina      | 21,23 m (SB) |
| 3    | Ukraine    | Yuriy Bilonoh    | 21,13 m      |
| 4    | Finlande   | Arsi Harju       | 20,96 m      |
| 5    | Australie  | Justin Anlezark  | 20,65 m      |
| 6    | Finlande   | Tepa Reinikainen | 20,59 m      |
| 7    | Slovaquie  | Milan Haborák    | 20,21 m      |
| 8    | Danemark   | Joachim Olsen    | 20,12 m      |

| Rang | Pays        | Athlète             | Distance     |
| ---- | ----------- | ------------------- | ------------ |
| 1    | Russie      | Irina Korzhanenko   | 20,55 m (CR) |
| 2    | Biélorussie | Nadzeya Ostapchuk   | 20,31 m      |
| 3    | Allemagne   | Astrid Kumbernuss   | 19,86 m (SB) |
| 4    | Ukraine     | Vita Pavlysh        | 19,73 m      |
| 5    | Russie      | Svetlana Krivelyova | 19,57 m      |
| 6    | Cuba        | Yumileidi Cumbá     | 19,19 m (PB) |
| 7    | Biélorussie | Yanina Korolchik    | 18,94 m      |
| 8    | Italie      | Assunta Legnante    | 18,20 m      |

### Heptathlon/Pentathlon
| Rang | Pays       | Athlète             | Points         |
| ---- | ---------- | ------------------- | -------------- |
| 1    | États-Unis | Tom Pappas          | 6 361 pts (PB) |
| 2    | Russie     | Lev Lobodin         | 6 297 pts      |
| 3    | Tchéquie   | Roman Šebrle        | 6 196 pts      |
| 4    | Islande    | Jón Arnar Magnússon | 6 185 pts (SB) |
| 5    | Tchéquie   | Tomáš Dvořák        | 6 005 pts (SB) |
| 6    | Russie     | Aleksandr Pogorelov | 5 999 pts      |
| 7    | France     | Laurent Hernu       | 5 988 pts      |
| 8    | Estonie    | Erki Nool           | NM             |

| Rang | Pays        | Athlète              | Points         |
| ---- | ----------- | -------------------- | -------------- |
| 1    | Suède       | Carolina Klüft       | 4 933 pts (CR) |
| 2    | Biélorussie | Natalya Sazanovich   | 4 715 pts      |
| 3    | France      | Marie Collonvillé    | 4 644 pts (NR) |
| 4    | Allemagne   | Sonja Kesselschläger | 4 498 pts      |
| 5    | Portugal    | Naide Gomes          | 4 476 pts (SB) |
| 6    | Allemagne   | Katja Keller         | 4 430 pts (PB) |
| 7    | Ukraine     | Maryna Brezgina      | 4 313 pts      |
| 8    | Turquie     | Anzhela Atroshchenko | DNF            |

## Légende
Records et Performances
- AR : Record continental (area record)
- CR : Record des championnats (championship record)
- MR : Record du meeting (meet record)
- NR : Record national (national record)
- OR : Record olympique (olympic record)
- PR : Record paralympique (paralympic record)
- PB : Record personnel (personal best)
- SB : Meilleure performance personnelle de la saison (season's best)
- WL : Meilleure performance mondiale de l'année (world leader)
- WJR : Record du monde junior (world junior record)
- WR : Record du monde (world record)

Circonstances et Conditions
- DNF : N'a pas terminé (did not finish)
- DNS : N'a pas pris le départ (did not start)
- DQ : Disqualification (disqualification)
- NM : Aucun essai valable enregistré (No Mark)
- Q : Qualifié « directement » au prochain tour (ou à la prochaine compétition), lors d'une compétition majeure, grâce au classement ou à la réalisation des minima (automatic qualifier)
- q : Qualifié au prochain tour (ou à la prochaine compétition), lors d'une compétition majeure, grâce au repêchage ou à la réalisation de l'une des meilleures performances parmi celles des « non qualifiés directement » (grâce au meilleur temps ou à la meilleure distance par exemple) (secondary qualifier)